# HD 102195
HD 102195 (HIP 57370 / SAO 119033 / GC 16129) es una estrella en la constelación de Virgo de magnitud aparente +8,06 que se encuentra a 94,5 años luz del sistema solar. En 2006 se anunció el descubrimiento de un planeta extrasolar en órbita alrededor de esta estrella.
HD 102195 es una enana naranja de tipo espectral K0V, una estrella que al igual que el Sol obtiene su energía de la fusión de hidrógeno en su núcleo. Más fría que el Sol, su temperatura efectiva es de 5290 K, siendo su luminosidad aproximadamente la mitad que la luminosidad solar. Su radio es un 84% del radio solar con una masa equivalente al 93% de la masa del Sol. Su metalicidad es similar a la del Sol.
HD 102195 parece ser algo más joven que el Sol, estimándose su edad en 2400 ± 1800 millones de años, frente a los 4600 millones de años de edad de nuestra estrella. Es una estrella variable con una amplitud de 0,015 magnitudes y un período de 12,3 ± 0,3 días.

## Sistema planetario
El planeta, denominado ET-1 o HD 102195 b, fue el primer planeta extrasolar descubierto utilizando el Exoplanet Tracker (ET), interferómetro de retraso fijo dispersado. Tiene una masa mínima de 0,49 veces la masa de Júpiter y gira en una órbita a 0,049 UA de la estrella. Se trata de un planeta del tipo «Júpiter caliente», con una temperatura estimada de unos 827 C, cuyo período orbital es de 4,11 días.
| Acompañante (En orden desde la estrella) | Masa (MJ) | Período orbital (días) | Semieje mayor (UA) | Excentricidad |
| ---------------------------------------- | --------- | ---------------------- | ------------------ | ------------- |
| HD 102195 b o ET-1                       | > 0,488   | 4,113775 ± 0,00057     | 0,049              | 0,06 ± 0,03   |